# Sint-Brictiuskerk (Huntlosen)
De Sint-Brictiuskerk is de protestantse kerk van het Nedersaksische dorp Huntlosen, dat deel uitmaakt van de gemeente Großenkneten (Landkreis Oldenburg). De kerk draagt het patrocinium van de heilige Brictius (ook Brixius of Briccius) en werd omstreeks 1250 als weerkerk gebouwd.

## Geschiedenis
Al tussen de jaren 855-872 werd in Huntlosen een houten kerkgebouw opgericht. Deze houten kerk werd rond 1120 vervangen door een kerk van granietblokken. Aangenomen wordt dat voor de bouw, net als bij de Sint-Firminuskerk in Dötlingen, neolithische hunebedden werden gebruikt. Maar een krachtig bewijs ontbreekt hiervoor. Een deel van de gebruikte granieten stenen van het toenmalige bouwwerk bevinden zich tegenwoordig nog in het muurwerk.
De kerk is een eenvoudige zaalkerk met romaanse en gotische elementen. Het bouwmateriaal bestaat uit veld- en bakstenen. Sinds 1699 is het een protestantse kerk. Het gebouw raakte door de Dertigjarige Oorlog in deplorabele toestand, waarna er een renovatie plaatsvond. Niet zonder protest werd in 1947 het retabel en de oorspronkelijke kansel verwijderd. In ruil hiervoor kreeg de kerk in het begin van de jaren 1990 een nieuwe torenspits en nieuwe vensters.

## Interieur
Bij renovatiewerkzaamheden in 1991-1992 werd in het gewelf boven het altaar een circa 500 jaar oude schildering blootgelegd. De beschildering toont een Christusfiguur, uit Wiens mond een lelie en zwaard voortkomt: symbolen voor reinheid en de scherpte van de woorden van Jezus.
Het corpus aan het kruis achter het altaar werd rond 1450 door een onbekende kunstenaar gemaakt. Oorspronkelijk hing het aan de muur in de toren, waar tot het einde van de 17e eeuw het baptisterium was. Een instortent gewelf in 1660 van de toren verwoestte daar het oude doopvont. Het crucifix werd van de muur gehaald en kwam uiteindelijk in een Oldenburgs museum terecht. Pas na 1945 keerde het terug naar de Sint-Brictiuskerk, het intussen achter het altaar uitgebroken venster werd toen weer dichtgemetseld om het crucifix beter te laten uitkomen.
Het doopvont uit het jaar 1680 is een geschenk van de katholieke prins-bisschop van Münster, Ferdinand von Fürstenberg (1626–1683). De kansel ontstond vermoedelijk in het midden van de 18e eeuw.
Het orgel met zeven registers op één manuaal en pedaal werd in 1855 door de orgelbouwer Johann Claussen Schmid gebouwd en is grotendeels origineel.

## Klokken
In de Tweede Wereldoorlog weigerde de plaatselijke timmerman de luidklokken uit de kerk te halen om ze om te laten smelten. Nadat ze uiteindelijk in 1944 door anderen uit de kerk gehaald, werden de klokken naar Oldenburg gebracht. Het was echter te laat om ze verder te transporteren naar het Hamburger klokkenkerkhof. Na het einde van de oorlog keerden de klokken gelukkig onbeschadigd terug naar de Sint-Brictiuskerk. De klokkenstoel bevindt zich in de achthoekige toren van de kerk. Er zijn drie oude klokken uit de jaren 1509, 1530 en 1644.

## Afbeeldingen

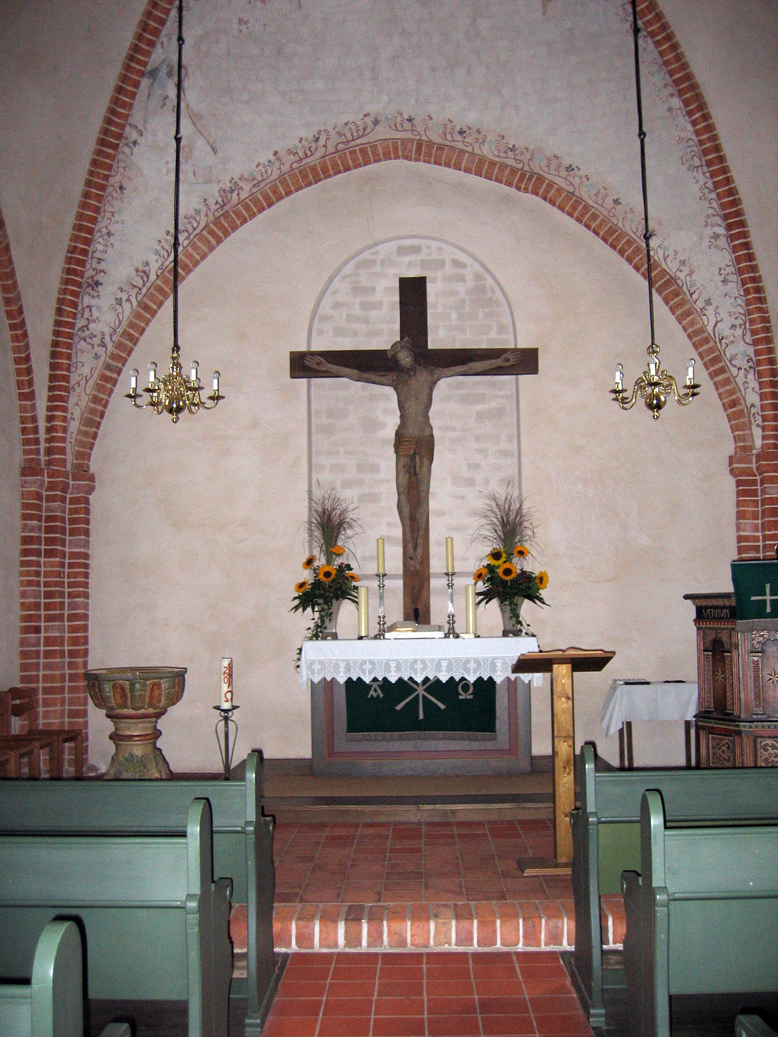
Altaar
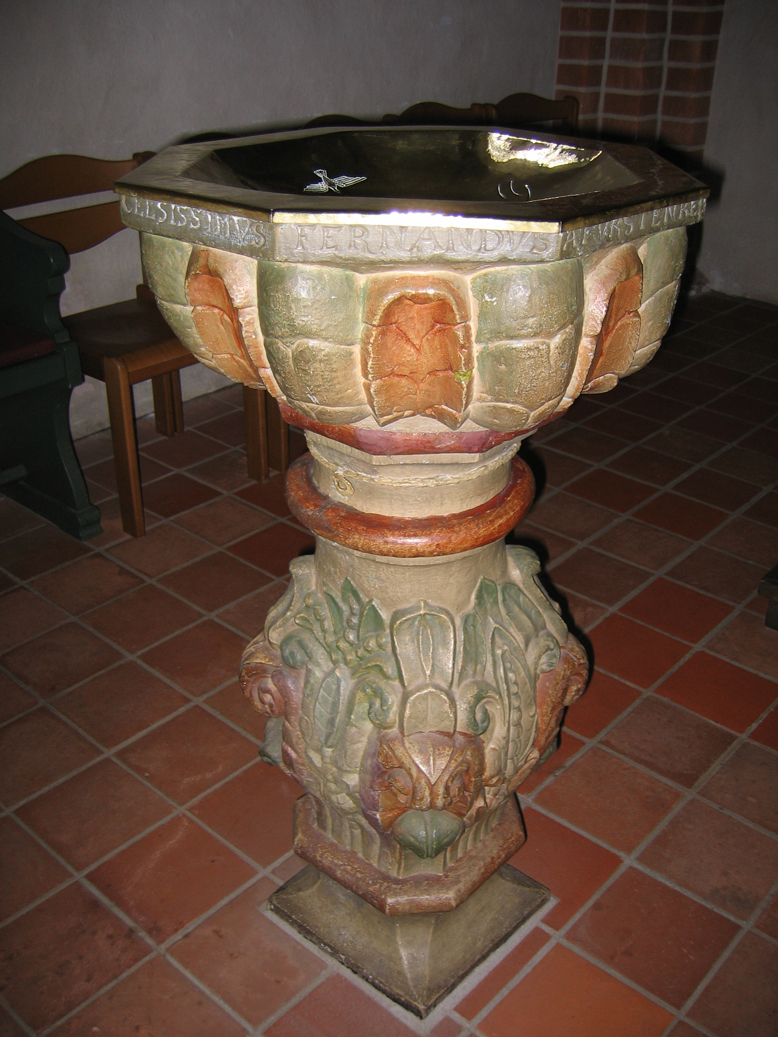
Doopvont
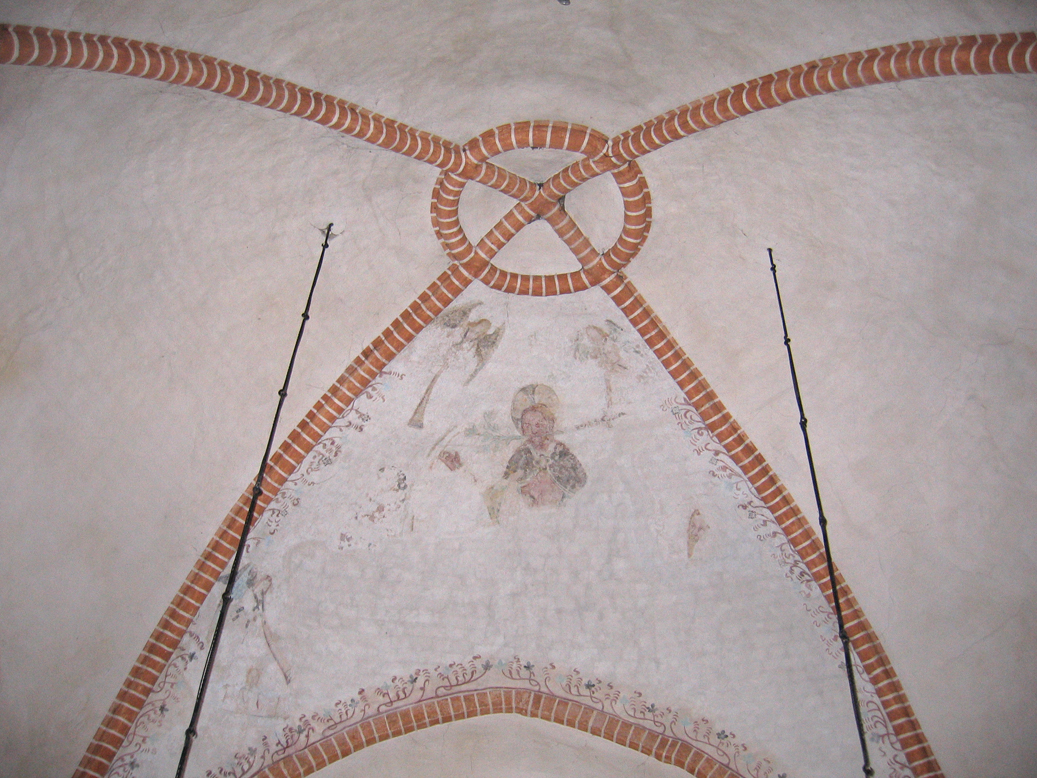
Gewelf met in de jaren 1990 ontdekte beschildering